# Когорта
Кого́рта (лат. cohors, у множині — cohortes) — тактичний військовий підрозділ у складі римської армії з кін. II ст. до н. е.  до середини III ст. н. е., що налічував 400—1000 вояків, в залежності, від періоду і виду когорти. 
Стандартна повністю укомплектована когорта римського легіону складалася з 480 солдатів та офіцерів, і нині вважається еквівалентом сучасного військового батальйону.

## Історія виникнення
У VI—II ст. до н. е. основним підрозділом у складі римського легіону була маніпула, що налічувала 60—120 вояків. Легіон поділявся на 30 маніпул.
Термін cohors первісно означав об'єднання кількох піхотних підрозділів в одне ціле. Вперше підрозділи-когорти у складі легіонів згадуються під командуванням Публія Сципіона Африканського під час Другої Пунічної війни в кін. III ст. до н. е. Когортами називалися підрозділи, що скеровувалися до складу консульського війська для його підсилення. Відомі назви кількох когорт того часу і чисельність їх особового складу: cohortes trecenariæ (120 принципів, 120 гастатів, 60 тріаріїв), cohortes quadringenariæ (170 принципів, 170 гастатів, 60 тріаріїв), cohortes quingenariae (220 принципів, 220 гастатів, 60 тріаріїв). Втім, основною для римської армії у II ст. до н. е. залишалася маніпулятивна організація війська.
Когорта замінила маніпулу після військової реформи Гая Марія в 107 році до н. е. Після цього когорта складалася з 6 центурій, а кожен легіон формувався з 10 когорт. Когорти називалися: «перша когорта», «друга когорта» і т. д. Перша когорта складалася із найдосвідченіших легіонерів, і відповідно легіонери у десятій когорті були найменш досвідчені. До середини III століття н. е. римський легіон складався із 10 когорт загальною чисельністю близько 5000 вояків.

## Структура легіонерської когорти
Після реформ Гая Марія, стандартна когорта римського легіону складалася з шести центурій, кожною командував центуріон, якому допомагали молодші офіцери. Центурія налічувала до 100 вояків. Шість центуріонів за старшинством отримували звання: hastatus posterior, hastatus prior, princeps posterior, princeps prior, pilus posterior, pilus prior — ці ранги старшинства були успадковані ще з часів існування маніпулятивних легіонів, де наймолодші і найменш досвідчені одиниці іменувалися гастатами, наступні принцѝпи, і найстарші і найдосвідченіші тріарії (pilus був рідкісною альтернативною назвою для triarius (мнж. triarii))
Найстарший із шести центуріонів pilus prior, командував всією когортою.
| Центурії когорти в ієрархічному порядку | Центурії когорти в бойовому порядку |
| --- | --- |
| - Центурія I: Pilus Prior - Центурія II: Princeps Prior - Центурія III: Hastatus Prior - Центурія IV: Pilus Posterior - Центурія V: Princeps Posterior - Центурія VI: Hastatus Posterior | - Центурія III: Hastatus Prior (Hastati) - Центурія VI: Hastatus Posterior (Hastati) - Центурія II: Princeps Prior (Principes) - Центурія V: Princeps Posterior (Principes) - Центурія I: Pilus Prior (Triarii) - Центурія IV: Pilus Posterior (Triarii) |

Окремо виділяли першу когорту, яку називали cohors milliaria і яка складалася з п'яти подвійних центурій, чисельністю по 160—200 солдатів кожна, тобто, загальна кількість особового складу першої когорти становила 800—1000 вояків. Старший центуріон першої когорти називався приміпілом (лат. primus pilus) — він безпосередньо командував першою когортою легіону і був найвищим за рангом центуріоном легіону.

## Когорти піхоти у складі легіону
- Cohors milliaria: перша когорта легіону, яка у імперську епоху складалася з подвоєної кількості солдатів і налічувала до 1000 вояків[2]
- Cohors quinquagenaria : когорти легіону з номерами 2—10, чисельністю до 500 вояків[2]
- Cohors alaria (від лат. ala — «крило»): допоміжна когорта, яка формувалася з союзників або негромадян Риму[2]

## Додаткові когорти
- Cohors praetoria (від назви місця штабу полководця «преторія», лат. praetorium): у II—I ст. до н. е. — окремий загін, який охороняв полководця під час походу і який не входив до складу римського легіону. У I ст. до н. е. назва cohors praetoria використовувалася також стосовно свити високопосадовців, що складалася з помічників та охоронців, які далеко не завжди були добірними вояками.[1]
- Cohors classica : запасний підрозділ, спочатку сформований з моряків та морських піхотинців
- Cohors equitata (LA): підрозділ запасної піхоти із приєднаною кіннотою
- Cohors peditata (LA): піхота
- Cohors sagittaria: запасний підрозділ піхоти з лучників
- Cohors speculatorum (LA): підрозділ охорони Марка Антонія — складався із розвідників
- Cohors torquata (LA): запасний підрозділ з torques (військове оздоблення)
- Cohors tumultuaria (від tumultus, «хаос»): нерегулярний запасний підрозділ
- Cohortes cetratae: (від cetra, шкіряний щит): допоміжні когорти у армії Юлія Цезаря, які формувалася з союзників[2]

## Інші римські когорти
Деякі корпуси в Римі складалися з однієї або декількох когорт, хоч жодна не була частиною легіону:
- Cohortes praetoriae — когорти охорони римських імператорів у I—III ст. н. е. Створені Октавіаном Августом, як його особиста преторіанська гвардія, яка ніколи не була частиною легіонів. На поч. IV ст. розформовані Костянтином Великим. Інша назва  — cohors palatina (імперська когорта)[3] 300 р. н. е., за тетрархією Діоклетіана.
  - Cohors togata — це підрозділ преторіанської варти в цивільному вбранні, який виконував обов'язки в межах померія (священний центр столиці, де всі збройні сили були заборонені).
- Cohortes urbanae — «міська когорта»: військова поліція, яка патрулює в столиці.
- Cohortes vigilum — «сторожі»: підрозділ поліції, який також був пожежною командою у столиці.
- Cohors Germanorum (LA): підрозділ Germani custodes corporis (імперські охоронці, завербовані в Німеччині).

Крім того, латинське слово cohors використовувалося для опису досить великої «компанії» людей (Наприклад, cohors amicorum — дослівно «когорта друзів» — саме так названа особиста охорона народного трибуна і реформатора Гая Гракха у 122 році до н. е.).

## Зауваження
1. ↑  В часи Юлія Цезаря чисельність центурії зменшилася до 60—80 вояків